# Мереханы

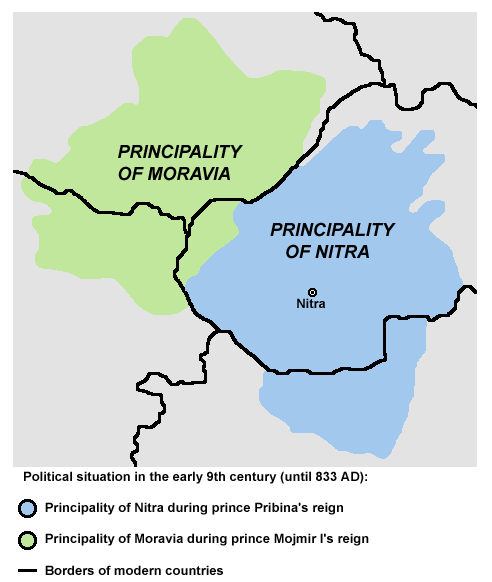
Вероятно, мереханы населяли Нитру, а мархарии — Моравию.

Мереханы — племя, упоминаемое в Баварском географе. Их часто связывают с Мархариями (моравами), но некоторые учёные считают, что это были отдельные племена.
В IX веке в описании общин и областей к северу от Дуная, где перечисляются народы, проживающие по границам Восточно-Франкского королевства в порядке с Севера на Юг, упоминается, что Мархарии (моравы) имеют 11 общин. Документ помещает Мархариев между Бехемайрами (богемцами) и Уулгариями (простолюдинами), а также упоминает Мереханов с 30 общинами.

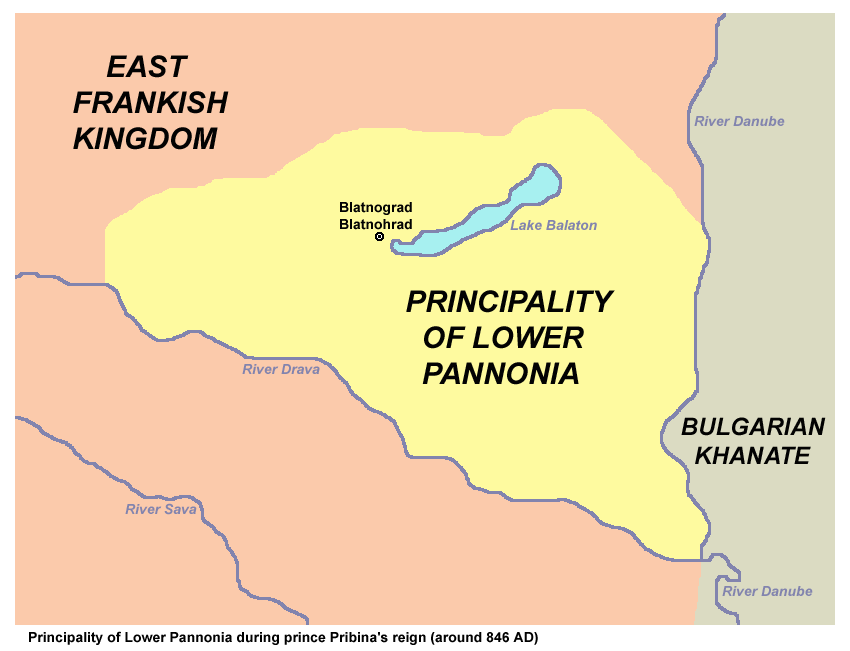
Блатенское княжество во времена Прибины

## Версии
Гавлик считал, что имеющаяся рукопись представляет собой сводный вариант, состоящий из записей, сделанных рядом авторов в разные годы — вот почему моравы два раза упоминаются в тексте: сперва, как Мархарии, а затем как Мереханы. Он считал, что информация о Мархариях и их 11 общих была приведена на момент между 817 и 843, а сведения о Мереханах показывают фактическое состояние на момент правления Святополка I.
В отличие от Гавлика, Штайнхюбель, вместе с Трештиком и Власто, соотносят Мерехан с жителями княжества Нитра.
Третья точка зрения представлена Пюшпёки-Надем и Сенгой, которые считают, что 30 общин Мерехан свидетельствуют о существовании другой Моравии в Центральной Европе.
По данным Коматина, они жили в долинах современной Моравы в Сербии, и ещё не были покорены болгарами. Однако, после 845 булгары присоединили этих славян к своим общинам (они последний раз упоминаются в 853).